# HD 109345
HD 109345，又名BD+34 2333，SAO 63072、HR 4784，是一颗恒星，视星等为6.24，位于銀經153.19，銀緯82.68，其B1900.0坐标为赤經12h 28m 52.1s，赤緯+33° 82.68′ 12″。